# Eugen Ritter von Zoellner
Eugen Ritter von Zoellner (n. 18 august 1866, Regensburg, Germania – d. 19 februarie 1945, Berlin, Germania Nazistă) a fost unul dintre generalii Armatei Imperiale Germane din Primul Război Mondial. 
A îndeplinit funcția de comandant al Diviziei 49 Rezervă în campania acesteia din România, având gradul de general-maior.:pp. 183-184